# Eupogonius longipilis
Eupogonius longipilis là một loài bọ cánh cứng trong họ Cerambycidae.